# Phthiracarus parabaloghi
Phthiracarus parabaloghi är en kvalsterart som beskrevs av Wojciech Niedbała 1983. Phthiracarus parabaloghi ingår i släktet Phthiracarus och familjen Phthiracaridae. Inga underarter finns listade i Catalogue of Life.